# 유영혁
유영혁(1996년 10월 17일 ~ )은 대한민국의 전직 카트라이더 프로게이머로 아이디는 Perfect를 사용했다.

## 선수 시절
2007년, 카트라이더 7차 리그로 데뷔하였으며, 현재 카트라이더 리그 최초로 에이스 결정전 10승 기록을 달성했다.
2023년 1월, 카트라이더 리그 폐지로 인하여 은퇴 의사를 천명했다. 3월, 예선에 참가하면서 은퇴 의사를 철회하고 개인전에만 참가할 것을 알렸다. 프리시즌1 개인전 12위를 기록했다. 이후 군에 입대하기 위해 은퇴했다.

## 방송인 시절
2023년 1월 6일, 광동 프릭스의 전담 BJ로 합류했다.

## 소속팀
| #  | 팀명              | 소속 기간                 | 소속 리그 | 비고 |
| -- | ----------------- | ------------------------- | --------- | ---- |
| 1  | AN 게이밍         |                           | KRL       |      |
| 2  | 팀 106            | 2014                      | KRL       |      |
| 3  | CJ 레이싱         | 2014                      | KRL       |      |
| 4  | 팀 106            | 2015                      | KRL       |      |
| 5  | 유베이스 알스타즈 | 2015 ~ 2016               | KRL       |      |
| 6  | 원 레이싱         | 2016                      | KRL       |      |
| 7  | 제닉스 스톰       | 2017                      | KRL       |      |
| 8  | 펜타 제닉스       | 2018                      | KRL       |      |
| 9  | 제닉스 스톰       | 2018                      | KRL       |      |
| 10 | Flame             | 2019.01.05. ~ 2019.03.23. | KRL       |      |
| 11 | 아프리카 프릭스   | 2019.03.23. ~ 2023.01.06. | KRL       |      |

## 수상 내역
공식 대회 우승 7회, 준우승 13회
- 2008 버디버디컵 카트라이더 10차리그 3위
- 2010 제 2회 대통령배 전국아마추어 e스포츠 대회 준우승
- 2010 천안 E-Sports 문화축제 전국오픈리그 우승
- 2010 넥슨 카트라이더 12차리그 우승
- 2011 넥슨 카트라이더 13차리그 준우승
- 2011 넥슨 카트라이더 팀 스피릿 우승 (Fantastic4)
- 2012 넥슨 카트라이더 15차리그 준우승
- 2012 넥슨 카트라이더 16차리그 우승 (오존 어택)
- 2013 넥슨 카트라이더 17차리그 우승 (오존 제논)
- 2014 넥슨 카트라이더 리그 시즌 제로 준우승
- 2014 제95회 전국체육대전 카트라이더 부문 금메달
- 2014 넥슨 카트라이더 리그 배틀 로얄 준우승
- 2015 넥슨 카트라이더 리그 에볼루션 우승 (Team 106)
- 2015 넥슨 카트라이더 리그 버닝 타임 우승 (유베이스-알스타즈)
- 2016 넥슨 카트라이더 리그 듀얼 레이스 개인전 우승
- 2016 넥슨 카트라이더 리그 듀얼 레이스 팀전 준우승
- 2017 넥슨 카트라이더 리그 듀얼 레이스 시즌 2 개인전 준우승
- 2017 넥슨 카트라이더 리그 듀얼 레이스 시즌 2 팀전 준우승
- 2017 카트라이더 KeSPA컵 준우승
- 2018 넥슨 카트라이더 리그 듀얼 레이스 시즌 3 개인전 준우승
- 2018 넥슨 카트라이더 리그 듀얼 레이스 시즌 3 팀전 준우승
- 넥슨 카트라이더 리그 2019 시즌 1 준우승
- 2019 KT 5G 멀티뷰 카트라이더 리그 시즌 2 팀전 3위
- 2020 SKT JUMP 카트라이더 리그 시즌 1 팀전 3위
- 2021 신한은행 헤이영 카트라이더 리그 시즌 2 팀전 3위
- 2021 신한은행 헤이영 카트라이더 리그 수퍼컵 팀전 3위
- 2022 신한은행 헤이영 카트라이더 리그 시즌 1 팀전 준우승
- 2022 신한은행 헤이영 카트라이더 리그 시즌 2 팀전 준우승
- 2022 신한은행 쏠 카트라이더 리그 수퍼컵 팀전 준우승